# Augustín Fischer-Colbrie
Augustín Fischer-Colbrie (ur. 16 października 1863 w Zselíz, zm. 17 maja 1925 w Koszycach) – węgierski duchowny rzymskokatolicki, biskup koszycki.

## Biografia
Po odbyciu studiów teologicznych w Pázmáneum 19 października 1885 otrzymał święcenia diakonatu, a 20 marca 1886 prezbiteriatu i został kapłanem archidiecezji ostrzyhomskiej. Pracował m.in. jako archiwista archidiecezjalny, sekretarz arcybiskupa i ceremoniarz. W latach 1899–1901 profesor dogmatyki na Uniwersytecie Wiedeńskim. W latach 1902–1904 rektor Pázmáneum. Był znakomicie wykształcony. Dobrze znał języki łaciński, grecki, hebrajski, arabski, węgierski, niemiecki, francuski, angielski, włoski, słowacki i rosyjski.
27 grudnia 1904 mianowany koadiutorem biskupa koszyckiego, co zatwierdził 28 stycznia 1905 papież Pius X, nadając mu biskupstwo tytularne Dometiopolis. 12 marca 1905 przyjął sakrę biskupią z rąk nuncjusza apostolskiego w Austro-Węgrzech abpa Gennaro Granito Pignatelliego di Belmonte. Współkonsekratorami byli ordynariusz polowy Austro-Węgier bp Kalman Belopotoczky oraz biskup pomocniczy wiedeński Laurenz Mayer.
W latach 1905–1907 był rektorem seminarium duchownego w Koszycach. W wyniku niemożności sprawowania urzędu biskupiego przez bpa Žigmunda Bubicsa 1 lutego 1906 bp Fischer-Colbrie został administratorem apostolskim diecezji koszyckiej, a 22 maja 1907, po śmierci bpa Bubicsa, bp Fischer-Colbrie został ordynariuszem koszyckim.
Jako biskup prowadził bardzo energiczną pracę duszpasterską. Odwiedzał każdą parafię przynajmniej raz na pięć lat i głosił kazania w języku słuchających go ludzi, również po słowacku, którego znajomość nie była powszechna wśród węgierskich biskupów służących na ziemiach słowackich. Wspierał instytucje i prasę katolicką oraz ruchy antyalkoholowe.
Za jego pontyfikatu wybuchła I wojna światowa i w jej konsekwencji doszło do zmiany granic, po której Koszyce oderwano od Węgier, a diecezja koszycka została przedzielona granicą państwową. W wyniku tych zmian założył wikariat w Sátoraljaújhely dla 49 parafii diecezji koszyckiej, które pozostały na Węgrzech. Sam pozostał w Koszycach mimo różnych niedogodności stwarzanych przez władze. Dzięki popularności wśród katolików wszystkich narodowości bp Fischer-Colbrie był jedynym biskupem narodowości węgierskiej, którego rząd czechosłowacki nie zmusił do opuszczenia kraju. Zmarł 17 maja 1925. Pochowany został w koszyckiej katedrze.